# Hendrick Martensz Sorgh
Hendrik Martenszoon Sorgh (Rotterdam, circa. 1610 - 28 de juny de 1670), va ser un pintor de gènere de l'Edat d'Or Holandesa.

## Biografia
Va ser alumne de David Teniers el Jove i Willem Pieterszoon Buytewech. Sorgh va pintar principalment interiors amb camperols. Els seus interiors de cuina presenten natures mortes elaborades. També pintava escenes de mercat, retrats, marines i escenes històriques.
Els treballs de Sorgh inclouen, per exemple Home escrivint, Interior amb Jacob i Esau, i Una cuina.
Estava casat amb Adriaantje Hollaer, coneguda pel seu retrat, pintat per Rembrandt, que apareixia al bitllet de 100 florins neerlandès emès de 1947 - 1950.

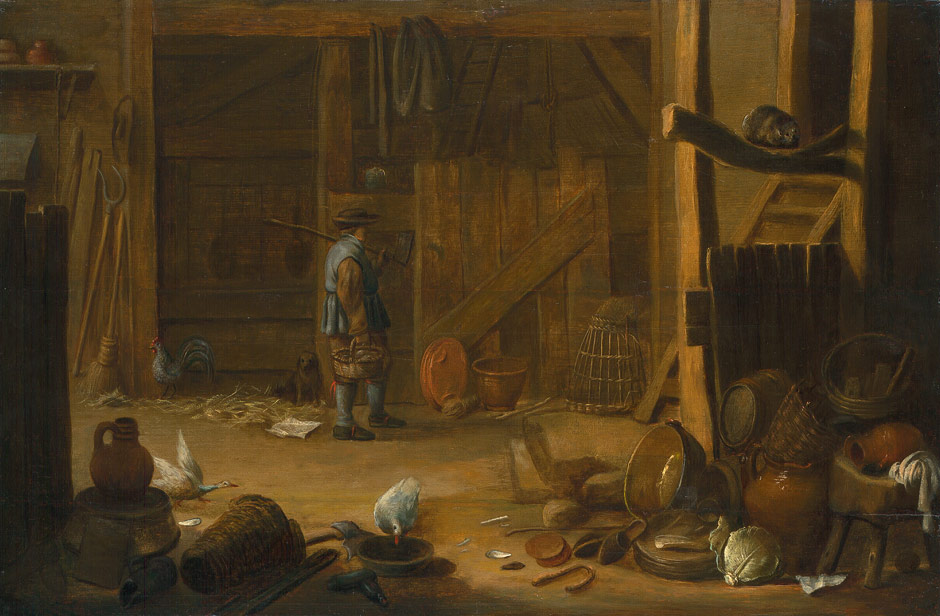
Escena d'interior per Sorgh
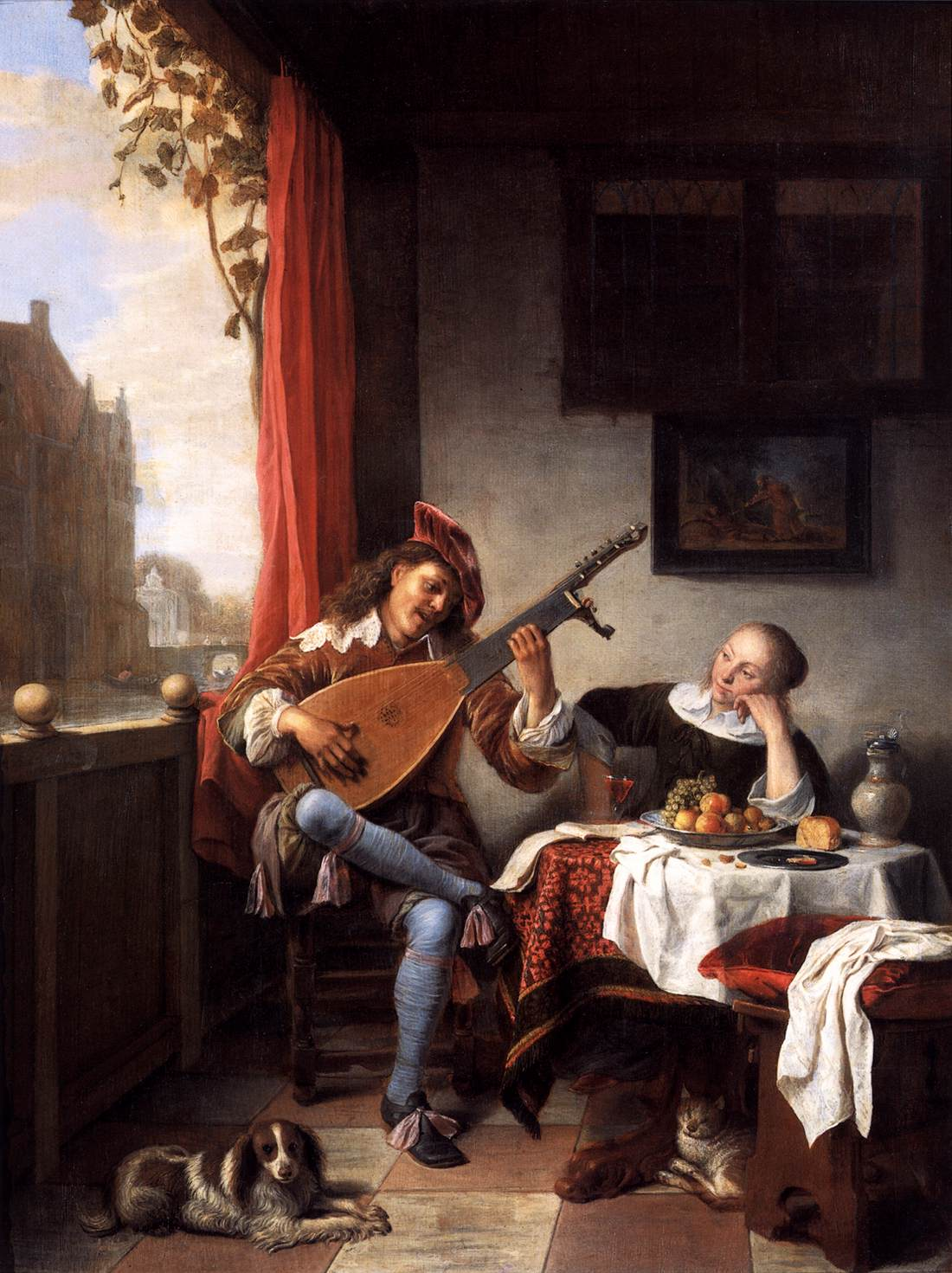
El llaütista, obra que Joan Miró va versionar als Interiors holandesos
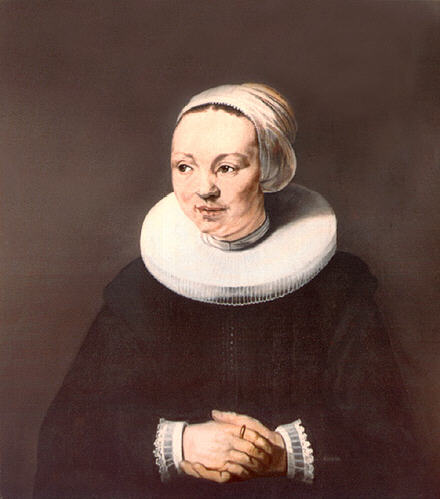
Retrat de la seva dona, de Rembrandt